# Hitler: The Rise of Evil
Hitler: The Rise of Evil (în română: Hitler: ascensiunea răului) este un miniserial canadian de televiziune format din două părți. Este regizat de Christian Duguay și produs de Alliance Atlantis. Prezintă ascensiunea lui Adolf Hitler și consolidarea puterii sale politice în anii de după Primul Război Mondial și se concentrează asupra modului în care societatea germană l-a susținut datorită condițiilor grele în care se afla ca urmare a ultimelor tratate de pace. Filmul prezintă și influența lui Ernst Hanfstaengl privind ascensiunea lui Hitler la putere. Miniserialul, care a avut premiera în mai 2003 pe CBC în Canada și CBS în Statele Unite, a primit două premii Emmy unul pentru cel mai bun regizor și altul pentru cea mai bună editare sonoră.
O parte a scenariului filmului prezintă momente din viața lui Fritz Gerlich, un jurnalist german care se opune creșterii Partidului Muncitoresc Național-Socialist German. El este portretizat astfel încât să îndeplinească esența citatului atribuit (controversat) lui Edmund Burke, citat care apare pe ecran la începutul și la sfârșitul filmului:
"Singura condiție pentru ca răul să triumfe este ca oamenii buni să nu facă nimic."

## Distribuție
- Robert Carlyle - Adolf Hitler
- Chris Larkin - Hermann Göring
- Peter O'Toole - Paul von Hindenburg
- Justin Stalinger - Dr. Joseph Goebbels
- James Babson - Rudolf Hess
- Zoe Telford - Eva Braun
- Stockard Channing - Klara Hitler
- Ian Hogg - Alois Hitler
- Liev Schreiber - Ernst Hanfstaengl
- Jena Malone - Geli Raubal
- Juliana Margulies - Helene Hanfstaengl
- Matthew Modine - Fritz Gerlich
- Peter Stormare - Ernst Röhm
- Friedrich von Thun - Erich Ludendorff
- Terence Harvey - Gustav Ritter von Kahr
- Patricia Netzer - Sophie Gerlich
- Harvey Friedman - Friedrich Hollaender
- Nicole Marischka - Blandine Ebinger
- Julie-Ann Hassett - Angela Hitler
- Thomas Sangster - Adolf Hitler (la vârsta de 10 ani)
- Simon Sullivan - Adolf Hitler (la vârsta de 17 ani)
- Robert Glenister - Anton Grexler
- Brendan Hughes - Hugo Gutmann

## Legături externe
- CBC website for the series
- Hitler: The Rise of Evil la Allmovie
- Hitler: The Rise of Evil la Internet Movie Database